# Хеклер и Кох Г3
Хеклер и Кох Г3 је аутоматска пушка калибра 7.62×51 мм НАТО, развијена 1950-их од стране фабрике оружја Хеклер и Кох из СР Немачке у сарадњи са шпанском државном и развојном агенцијом ЦЕТМЕ (шп. CETME - Centro de Estudios Técnicos de Materiales Especiales). У одређеним условима се показала као квалитетна и веома добра војничка пушка које без проблема може парирати и пушкама АК-47 док су се са друге стране неке верзије ове пушке показале осетљиве на муницију и прашину. Пушка ХК Г3 је и данас широко распрострањена широм света.
Аутоматска пушка Г3 је коришћена у многим сукобима широм света, а на бази ње су развијене снајперске пушке, као и аутомат МП5.

## Историја
Може се рећи да је развој ове пушке почео током Другог светског рата у фабрици Маузера у градићу Оберндорф ам Некар где су инжињери развили аутоматску пушку Штурмгевер 45 калибра 7.92x33mm. Та пушка је била претеча пушке ХК Г3 али ипак није ушла у серијску производњу јер се рат убрзо завршио. Немци су узели систем позајмице барутних гасова и комбиновали га са системом одлагања трзаја помоћу ваљака, као што је случај и на митраљезу MG 42.
To је идеја коју је искомбиновао револуционарни иноватор у сфери наоружања, немачки конструктор Лудвиг Форгримлер, човек који заслужује да му се име помиње раме уз раме са чувеним Михаилом Калашњиковим.
Немачки инжињери су као заробљеници одведени у Француску јер се Французима допао нови систем немачког оружја.
Убрзо су почели са радом и створили неколико прототипа али је направљена грешка јер су Французи изабрали амерички метак .30 карабин који је био преслаб за јуришну пушку.
Иако су тестирали оружје и у другим калибрима, попут иновативног 7.5x38mm, ипак се одустало у корист полуатоматске пушке МАС-49 службеном калибру француске војске.
Французи су тиме направили кобну грешку јер су имали шансу да направе своју јуришну пушку у време када је Михаил Калашњиков конструисао свој АК-47.
Када је Лудвиг Форгримлер ослобођен, и он је попут многих својих земљака отишао у Франкову Шпанију где се запослио у шпанској фабрици „CETME” која је имала пуно разумевања за његов конструкторски рад. Форгримлер већ исте године за шпанску војску је конструисао пушку „CETME LV-50”. Шпанија је захваљујући немачкој емиграцији, брже од осталих прихватала савремене тенденције у развоју пешадијског наоружања па је тако већ 1953. развијен средњи метак 7.9x40mm M53 по угледу на немачки 7.92x33mm као и совјетски 7.62x39mm.
Немачка погранична стража се заинтересовала за Форгримлерову конструкцију али се 1956. ипак одлучила за белгијску пушку ФН ФАЛ (Г1). За Форгримлерову пушку се заинтересовала Немачка војска која је наручила додатни број за тестирање на којима се иста показала боље од швајцарске SIG SG 510 као и против америчке AR-10 које су биле такође тестирана као потенцијална замена пушака ФН ФАЛ јер је белгијска фабрика ФН одбила да прода лиценцу СР Немачкој.
Јануара 1959. Немачка војска се званично одлучила за Форгримлерову пушку у калибру 7.62x51mm и под ознаком „G3”. Међутим, настао је проблем јер је холандска фирма „NWM” имала ексклузивна права на производњу „CETME” пушке изван Шпаније. Холандска фирма је утицајем Белгијанаца одбила да Немцима прода права за серијску производњу али након неких узајамних уговора, Холанђани се ипак одлучују да продају лиценцу па се тако ова пушка враћа Немцима јер је изворно била немачка конструкција.
Производња пушке Г3 је била додељена фабрикама Рајнметал као и Хеклер и Кох али је 1969. Рајнметал предао Хеклеру права на производњу,a заузврат је договорено да Хеклер неће производити митраљезе MG 3. Немачка влада је 1977. сва права производње и продаје ових пушака предала искључиво компанији Хеклер и Кох.
Убрзо се велики број земаља заинтересовао за ову пушку јер је била доста јефтинија од конкурентне ФН ФАЛ.
Пушка Г3 се по лиценци производила у Португалу, Пакистану, Ирану, Шведској, Норвешкој, Грчкој, Турској, Саудијској Арабији, Мексику...
Извезена је у преко 40 земаља света.
Првобитне верзије су имале дрвени кундак док се на каснијим верзијама користила пластика.

## Корисници
- Немачка
- Португал
- Пакистан
- Иран
- Турска
- Грчка
- Тајланд
- Шведска
- Норвешка
- Мексико
- Данска
- Литванија
- Естонија
- Судан
- Саудијска Арабија
- Родезија
- Француска
- Уједињено Краљевство
- Мјанмар
- Уганда
- Бангладеш
- Индонезија
- Нигерија
- Јужни Курдистан